# Botomotoito Skito Litimba
Botomotoito Skito Litimba (ur. 7 lipca 1977) – piłkarz kongijski grający na pozycji pomocnika.

## Kariera klubowa
Swoją karierę piłkarską Litimba rozpoczął w klubie AS Vita Club z Kinszasy, w którym zadebiutował w lidze Demokratycznej Republiki Konga. W 1997 roku wywalczył z nim mistrzostwo kraju.
W 1998 roku Litimba wyjechał do Niemiec. Do 2001 roku grał w Rot Weiss Ahlen. W sezonie 2001/2002 występował w SC Paderborn 07. W 2002 roku wrócił do Ahlen i grał tam w rezerwach. W latach 2003–2007 był zawodnikiem 1. FC Bocholt, a w latach 2007–2009 - SV 19 Straelen, w którym zakończył karierę.

## Kariera reprezentacyjna
W reprezentacji Demokratycznej Republiki Konga Litimba zadebiutował w 1998 roku. W tym samym roku został powołany do kadry na Puchar Narodów Afryki 1998. Rozegrał na nim dwa mecze: z Togo (2:1) i ćwierćfinałowy z Kamerunem (1:0). Z Demokratyczną Republiką Konga zajął 3. miejsce w tym turnieju.